# Cercle meridià

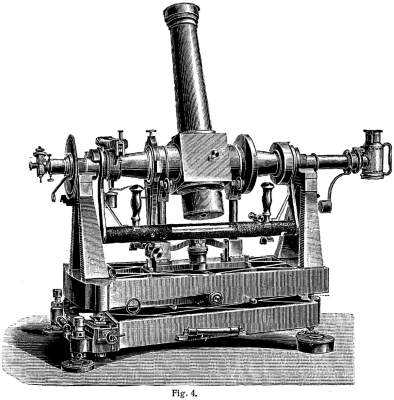
Il·lustració d'un cercle meridià de començaments del.

El cercle meridià, també anomenat telescopi meridià, és un instrument per a la mesura des trànsit d'un objecte celeste consistent en un gran telescopi refractor, que pot girar lliurement al voltant d'un eix horitzontal col·locat en la direcció Est-Oest, de tal manera que l'ullera es mogui descrivint el meridià local.
Permet determinar amb precisió el moment del pas dels astres pel meridià local, i deduir la seva ascensió recta, coneixent la diferència de temps entre el pas del meridià principal i el pas de l'astre pel meridià local.
També serveix per determinar la declinació dels astres.

## Història
L'astrònom danès Ole Rømer (1644-1710) va ser qui va imaginar i va construir el cercle meridià. Se li va ocórrer com a conseqüència d'observar les dificultats per fer moure en el pla del meridià la lent d'una càmera de cercle mural, és a dir, una lent equilibrada sobre un eix molt curt i obligada a moure's contínuament sobre un limbe fabricat de forma imperfecta.

## Equipament
L'equipament sempre inclou un rellotge sideri. Perquè les observacions siguin exactes, l'instrument ha de satisfer tres condicions:
- L'eix de rotació ha de ser horitzontal.
- L'eix òptic ha de ser perpendicular a l'eix de rotació
- El pla vertical descrit per l'eix òptic ha de coincidir amb el meridià.